# Klimavichy
Klímavichy (en bielorruso: Клі́мавічы o Klimavičy) es una localidad bielorrusa localizada al este de la provincia de Maguilov. Se encuentra a 124 km al este de la capital de la región a orillas del río Kalínitsa. Desde 1924 es el centro administrativo del raión de Klímavichy. En 2009 su población era de 17.064 habitantes.

## Historia
Las primeras referencias históricas se encuentran en documentos datados en 1581 relacionados con el voivodato de Mścisław, Gran Ducado de Lituania. Durante la guerra de 1654-1667 fue tomado por los ocupantes moscovitas. En 1772, después del primer reparto de la Mancomunidad de las Dos Naciones, pasó a formar parte del Imperio ruso. En 1777 obtuvo el estatus de ciudad, en cuanto a su escudo de armas, sus orígenes se remontan a 1781.
Durante la II Guerra Mundial fue invadida por la Alemania Nazi desde el 10 de agosto de 1941 hasta el 28 de septiembre de 1943 cuando fue liberada.
El 1 de enero de 1919 formó parte de la República Socialista Soviética de Bielorrusia
En 1986, la ciudad (en especial el raión) se vio afectado por el accidente de Chernóbil.

## Demografía
| 1897  | 1923  | 1926  | 1939  | 1959   | 1970   | 1979   | 1989   | 1999   | 2009   | 2013   | 2014   |
| ----- | ----- | ----- | ----- | ------ | ------ | ------ | ------ | ------ | ------ | ------ | ------ |
| 4.714 | 6.506 | 7.590 | 9.551 | 11.586 | 12.723 | 14.953 | 16.535 | 17.100 | 17.064 | 16.383 | 16.263 |